# Schulmädchen-Report
Schulmädchen-Report ist der Titel eines 1970 erschienenen Buches von Günther Hunold, das Interviews mit zwölf Mädchen und jungen Frauen im Alter von 14 bis 20 zu ihrer Sexualität präsentierte. Der noch im selben Jahr in die westdeutschen Kinos gekommenen gleichnamigen Verfilmung des Produzenten Wolf C. Hartwig war ein derartiger Erfolg beschieden, dass bis 1980 noch zwölf Fortsetzungen produziert wurden. Die Verfilmungen, übersetzt in 38 Sprachen, gelten mit 100 Millionen Zuschauern als bisher erfolgreichste deutsche Kinoproduktion. Der erste Teil wurde mit rund sechs Millionen Zuschauern einer der fünf erfolgreichsten deutschen Filme.

## Das Buch
Der Schulmädchen-Report trat – zumindest im Titel – die Nachfolge anderer „Reports“ von z. B. Kinsey (Kinsey-Report) und Masters/Johnson an, die in den 1960er Jahren in Deutschland für Furore gesorgt hatten. Er wurde das erfolgreichste Buch des Autors Günther Hunold, der auch noch viele andere Titel zum Thema Mensch und Sexualität schrieb, u. a. in der so benannten Reihe des Heyne Verlages.
Intention des Autors für die Veröffentlichung des Buches war laut Vorwort eine wahrheitsgetreue Darstellung des sexuellen Verhaltens „moderner junger Mädchen“ der (damaligen) Gegenwart. Dabei sei es „um der Wahrheit willen erforderlich“, das Tabu, dem Schulmädchen unterlägen, zu verletzen.
Hunold führte dazu nach seinen Angaben 1969 in München Interviews mit 36 Schülerinnen im Alter von 14 bis 20 Jahren aus Realschulen und Gymnasien. Die Kriterien, nach denen er seine Gesprächspartnerinnen auswählte, werden nicht benannt; eine repräsentative Auswahl scheint nicht angestrebt worden zu sein. Den Befragten wurden 157 einzelne Fragen zu „Fragegruppen“ wie Porträt, Milieu, Lehrer, Träume, Masturbation, Defloration, Geschlechtsleben, Empfängnisverhütung, Homosexualität u. a. gestellt. In das Buch fanden schließlich zwölf der „bemerkenswertesten“ Interviews Eingang. Hunold betonte, dass es sich um einzelne Fälle handelte, die nicht das Verhalten der Allgemeinheit der Schülerinnen schilderten.
Das Buch wurde durch die äußerst erfolgreiche Verfilmung noch im selben Jahr bekannt. Die Kritik ist vielfältig und beginnt schon beim Titel, der das Wort Schulmädchen statt des neutraleren Schülerin verwendet. Wissenschaftliche Intention und Glaubwürdigkeit des Autors wie des Werkes wurden bezweifelt, sicherlich nicht ganz zu Unrecht, da das Buch auch die Nachfrage nach sexuell orientierter „Aufklärungsliteratur“ und Unterhaltung bediente. Aufklärerische Intentionen können dem Autor nicht abgesprochen werden, allerdings folgte kein entsprechender Schuljungen-Report.
Hunold glaubte selbst nicht an den Erfolg der bevorstehenden Verfilmung seines Buches. Statt einer prozentualen Beteiligung am Einspielergebnis erhielt er deshalb für die Filmrechte eine vorab bezahlte feste Summe.

## Die Filme
Der Filmproduzent Wolf C. Hartwig stieß auf das Buch Hunolds, dem er nach eigenen Angaben bei einem Interview im Jahr 2000 für die Rechte  30.000 DM bezahlte. Die Verfilmung bezeichnet er als „Geschäftsidee meines Lebens“. Der in wenigen Tagen für 220.000 DM gedrehte Film kam am 23. Oktober 1970 in die westdeutschen Kinos und hatte mit über sechs Millionen Zuschauern einen solchen Erfolg, dass der Produzent unverzüglich eine Fortsetzung auf den Weg brachte. Bis 1980 kamen insgesamt 13 Folgen in die Kinos. Die Zuschauerzahlen nahmen nach dem Erfolg des ersten Teils zwar ab, aber selbst Teil 13 hatte noch 1,2 Millionen Zuschauer. Die Serie erhielt drei Goldene Leinwände und hatte weltweit über 100 Millionen Zuschauer. Produziert wurde sie von der Rapid Film GmbH, den Verleih übernahm die Constantin Film GmbH. Regisseure waren Ernst Hofbauer (Folgen 1–8 und 11) und Walter Boos (Folgen 9–10 und 12–13), die Titelmusik stammte von Gert Wilden. Die FSK gab die Filme ab 18 Jahren frei, die letzte Folge schon ab 16. Gedreht wurde eine Folge in durchschnittlich 18 Tagen. Es wurde stumm gedreht. Der Ton wurde später nachsynchronisiert.
Der große Erfolg der Serie lässt sich damit erklären, dass die Sexualität zu jener Zeit eine Art „terra incognita“ darstellte und große Neugier auf sexuelle Details herrschte, die in der deutschen Gesellschaft des frühen 21. Jahrhunderts zwischenzeitlich Allgemeingut sind. Auf den ersten Schulmädchen-Report folgte eine wahre Welle von Report-Filmen, wie der Hausfrauen-Report, der Lehrmädchen-Report, der Tanzstunden-Report. Ab 1975, mit der Freigabe der Pornografie in Westdeutschland und dem Aufkommen der Sexkinos, flaute diese Welle wieder ab. Weitere Folgen des Schulmädchen-Reports kamen noch bis 1980 in die Kinos, bis dem Produzenten eine weitere Fortsetzung der Serie nicht mehr sinnvoll und rentabel erschien.
Die in aller Regel unbekannten jungen Darstellerinnen, die die „Schulmädchen“ des Titels mimten, waren nicht die vom Filmplakat als „Mitwirkende“ angegebenen „Mädchen aus Mittelschulen und Gymnasien und ihre Freunde“, sondern nach Angaben Hartwigs anfangs hauptsächlich Kaufhaus-Verkäuferinnen im Alter von 16 bis 19 Jahren, denen eine Tagesgage von 500 DM geboten wurde (bei einem ungefähren Monatsverdienst von 600 bis 800 DM im Kaufhaus). Mit zunehmender Zahl der Fortsetzungen stieg die Höhe der Gage, Produzent Hartwig nennt beispielsweise 1000 DM statt der zuvor bezahlten 500 DM.
Nur wenige Mitwirkende, wie Ingrid Steeger oder Rinaldo Talamonti, hatten schon Filmerfahrung. Da für jede Folge etliche neue Darstellerinnen gebraucht wurden, wurde es mit der Zeit schwieriger, genügend junge Frauen zu verpflichten, weshalb man in späteren Folgen auch auf etwas ältere Frauen zurückgriff. Außer den bereits erwähnten Steeger und Talamonti finden sich in den Schulmädchen-Reports auch einige Darsteller, die später bekannt wurden, so Friedrich von Thun, der in den ersten drei Folgen Straßeninterviews führte, Lisa Fitz, Sascha Hehn, Cleo Kretschmer, Andrea L’Arronge, Heiner Lauterbach, Jutta Speidel, Katja Bienert und Annemarie Wendl.
Die etwa 90 Minuten langen Filme waren Episodenfilme, die die einzelnen Episoden durch eine Rahmenhandlung verbanden. Anlass, die einzelnen Geschichten zu erzählen, konnte z. B. eine Elternbeiratssitzung sein, eine Gerichtsverhandlung oder die Unterhaltung einer Gruppe von Freundinnen. Die Ideen für die einzelnen Episoden entnahm der Produzent  Zeitungsberichten oder mitgehörten Gesprächen von Schülerinnen in der Straßenbahn. Durch die Vielzahl der einzelnen Episoden wurden manche Grundtypen von Szenen immer wieder variiert. Häufige Konstellationen waren z. B.: eine Schülerin und ein wesentlich älterer Mann (ab 35 Jahren), ein junges Liebespaar, das „erste Mal“, Inzest mit dem (Stief-)Vater, Bruder oder Großvater oder eine Vergewaltigung. Begleitet werden die Szenen von Kommentaren mit „Wissenschaftsgestus“ (Annette Miersch), entweder aus dem Off gesprochen oder von in der Rahmenhandlung gezeigten „Experten“ aller Art, wie Psychologen, Ärzten oder Geistlichen. Nach Aussage des Produzenten sollten diese Kommentare zum einen dem Film „eine gewisse Aussage geben“, zum anderen die Drastik der Bilder abmildern und so die Zensurgefahr durch die FSK verringern.

## Kritik
Kritik an den Schulmädchen-Report-Filmen macht sich vor allem auch an diesen als scheinheilig erachteten, sich wissenschaftlich gebenden Kommentaren fest, die regelmäßig behaupteten, die gezeigten Szenen seien typisch, während tatsächlich ein Zerrbild gezeigt werde, demzufolge alle Mädchen über 12 Jahren „sexgeile Luder“ seien, die immer wollten und ständig auf der Suche nach sexuellen Abenteuern seien. Ein „schmieriger Film aus verklemmter Doppelmoral“ liege über den Filmen (A. Miersch). Auch der Katholische Filmdienst kommt zu einem negativen Urteil: „Im Stil der Scheinauthentizität gehaltener Interview- und Episodenfilm über sexuelle Praktiken und Ersterlebnisse von Mädchen zwischen 14 und 20 Jahren. Keine wissenschaftliche Untersuchung, sondern nur eine manipulierte Propagierung der 'freien Liebe', wobei sich spekulative Bilddrastik mit versteckter Polemik gegen christliche Moralauffassungen vermischt. – Wir raten ab.“ (1971, S. 273)
Produzent Wolf C. Hartwig dagegen antwortete noch 2000 auf die Frage, was seine Filme mit der damaligen Realität zu tun hatten: „Ich behaupte, dass alles, was ich gezeigt habe, im täglichen Leben vorgekommen ist, alles.“ Miersch wiederum kam zu dem Resümee: Das soziosexuelle Realitätsszenario ist als kleinbürgerlich-patriarchale Männer- und auch Altherrenfantasie zu charakterisieren.
Jürgen Kniep analysierte 2010 in seinem Buch Keine Jugendfreigabe! einige Schnittauflagen der FSK. Gerade diese hätten durch Entfernung wesentlicher Szenen den Charakter der Filme mitverursacht: „Erst durch die Auflagen der FSK avancierte im Schulmädchen-Report die lustvoll stöhnende Frau zum visuellen Symbol für Sex.“
Im Jahr 2020, fünfzig Jahre nach dem ersten Schulmädchen-Report, indiziert die Bundesprüfstelle für jugendgefährdende Medien nach wie vor fast alle 13 Teile, wobei „vornehmlich die Verknüpfung von Sex und Gewalt“ kritisiert wird. Besonders Teil eins und Teil drei werden „auch nach heutigen Maßstäben als unsittlich angesehen, da Inzest propagiert und Vergewaltigungen verharmlost werden“. Seit der Erweiterung des Kinder- und Jugendpornografiebegriffs im Strafgesetzbuch im Jahr 2018 gilt Teil eins als jugendpornografisch und Teil drei zusätzlich sogar als kinderpornografisch und somit als Missbrauchsdarstellung. Bei Teil elf und zwölf dagegen sehen die Gremien „keine Jugendgefährdung mehr“.

## Filmografie
- 1970: Schulmädchen-Report: Was Eltern nicht für möglich halten
- 1971: Der neue Schulmädchen-Report. 2. Teil: Was Eltern den Schlaf raubt
- 1972: Schulmädchen-Report. 3. Teil: Was Eltern nicht mal ahnen
- 1972: Schulmädchen-Report. 4. Teil: Was Eltern oft verzweifeln läßt
- 1973: Schulmädchen-Report. 5. Teil: Was Eltern wirklich wissen sollten
- 1973: Schulmädchen-Report. 6. Teil: Was Eltern gern vertuschen möchten
- 1974: Schulmädchen-Report. 7. Teil: Doch das Herz muß dabei sein
- 1974: Schulmädchen-Report. 8. Teil: Was Eltern nie erfahren dürfen
- 1975: Schulmädchen-Report. 9. Teil: Reifeprüfung vor dem Abitur
- 1976: Schulmädchen-Report. 10. Teil: Irgendwann fängt jede an
- 1977: Schulmädchen-Report. 11. Teil: Probieren geht über Studieren
- 1978: Schulmädchen-Report. 12. Teil: Junge Mädchen brauchen Liebe
- 1980: Schulmädchen-Report 13. Teil: Vergiß beim Sex die Liebe nicht

## Epigonen
Schulmädchen-Report inspirierte mehrere Epigonen. Besonders erfolgreich war Erwin C. Dietrich mit seiner Produktion Blutjunge Verführerinnen (1971), die wie das Vorbild heftige Kritik auslöste. 1972 folgten Blutjunge Verführerinnen 2 und Blutjunge Verführerinnen 3.